# بومرداس
بومرداس مرکز استان بومرداس در الجزایر است. این شهر در نزدیکی دریای مدیترانه واقع شده. جمعیت آن در سال ۱۹۹۸ برابر ۲۸۵۰۰ و در سال ۱۹۸۷ عدد ۱۵۰۰۰ گزارش شده است.
این شهر کنار دریایی، در شمال الجزایر و در ۵۰ کیلومتری الجزیره واقع شده. نام پیشین آن، در طی اشغال الجزایر توسط فرانسه، Rocher Noir به معنی صخرهٔ سیاه بوده است.